# Phước Hiệp, Củ Chi
Phước Hiệp là một xã thuộc huyện Củ Chi, Thành phố Hồ Chí Minh, Việt Nam.
Xã Phước Hiệp có diện tích 19,64 km², dân số năm 2021 là 14.002 người,  mật độ dân số đạt 712 người/km².